# Eparchie vladikavkazská
Eparchie vladikavkazská je eparchie ruské pravoslavné církve nacházející se v Rusku.

## Území a titul biskupa
Zahrnuje správní hranice území Severní Osetie-Alanie.
Eparchiálnímu biskupovi náleží titul biskup vladikavkazský a alanský.

## Historie
Dne 3. dubna 1875 byl založen vladikavkazský vikariát kartalinské a kachetinské eparchie Gruzínského exarchátu.
Dne 23. dubna 1885 byla k vikariátu připojena Těrská oblast a stal se samostatnou eparchií Gruzínského exarchátu. Zahrnovala těrskou a dagestánskou oblast a vesnici Novo-Georgijevskoje Kubaňské oblasti.
Dne 10. září 1894 byla eparchie oddělena od Gruzínského exarchátu.
Roku 1922 eparchie zaniká, poté co biskup Makarij (Pavlov) spolu s většinou duchovních a farností přešel k renovacionismu.
Eparchie byla obnovena rozhodnutím Svatého synodu dne 22. března 2011. V této sobě zaujímala území Severní Osetie-Alanie, Dagestánu, Ingušska a Čečenska.
Dne 26. prosince 2012 byla rozhodnutím Svatého synodu z území Dagestánu, Ingušska a Čečenska vytvořena eparchie machačkalská.

## Seznam biskupů
- 1875–1889 Iosif (Čepigovskij)
- 1889–1891 Petr (Losev)
- 1891–1892 Ioannikij (Kazanskij)
- 1892–1893 Feodosij (Rožděstvenskij)
- 1893–1904 Vladimir (Seňkovskij)
- 1904–1908 Gedeon (Pokrovskij)
- 1908–1911 Agapit (Višněvskij)
- 1911–1913 Pitirim (Oknov)
- 1913–1917 Antonin (Granovskij)
  - 1916–1917 Faddej (Uspenskij), dočasný administrátor, svatořečený mučedník
- 1917–1922 Makarij (Pavlov)
- 2011–2016 Zosima (Ostapenko)
  - 2016–2016 Feofilakt (Kurjanov), dočasný administrátor
- 2016–2021 Leonid (Gorbačov)
- od 2021 Gerasim (Ševcov)